# السنتية (السنتية)
السنتية هو دُوَّار يقع بجماعة سيدي المخفي، إقليم تاونات، جهة فاس مكناس في المملكة المغربية. ينتمي الدوّار لمشيخة السنتية التي تضم 13 دوار. يقدر عدد سكانه بـ 724 نسمة حسب الإحصاء الرسمي للسكان والسكنى لسنة 2004.

## روابط خارجية
- البوابة الوطنية للجماعات الترابية
- المندوبية السامية للتخطيط